# Tyron Ricketts
Tyron Peter Ricketts (* 29. Juni 1973 in Weiz, Österreich) ist ein deutsch-britischer Schauspieler, Musiker, Fernsehmoderator und Produzent.

## Leben
Ricketts’ Mutter ist eine österreichische Musikmanagerin. Sein aus Jamaika stammender Vater ist britischer Staatsbürger und arbeitete als Elektroingenieur. Ricketts wurde in Weiz in der Oststeiermark geboren und war nach eigener Aussage „das erste schwarze Kind, das da zur Welt gekommen ist. Wir hatten eher einen Exotenstatus, sind aber nicht als Bedrohung wahrgenommen worden.“ Nach der Trennung seiner Eltern zog er im Alter von sechs Jahren mit seiner Mutter nach Aachen, wo er in der Folge aufwuchs und das Gymnasium besuchte. Ricketts absolvierte ein Praktikum als Grafikdesigner in einer Frankfurter Werbeagentur. Er studierte Grafikdesign in Köln.
Ricketts lebt in Berlin-Kreuzberg.

## Karriere

### Schauspielerei
Seine Schauspielerkarriere begann Ricketts mit Hauptrollen in Bunte Hunde (1995) von Lars Becker und Rosenkavalier (1996). Es folgten eine Hauptrolle in Kanak Attack (2000) – ebenfalls von Becker – Rollen in Rillenfieber (2000), Knockin’ on Heaven’s Door, Samba in Mettmann (2004) sowie Nebenrollen in Fernsehfilmen. In der Sat.1-Produktion Brautpaar auf Probe übernahm er eine Hauptrolle. Von September 2006 bis Oktober 2009 gehörte er als Kriminalkommissar Patrick Diego Grimm zum Ermittlerteam der ZDF-Serie SOKO Leipzig.
2021 feierte Ricketts mit der Hauptrolle in dem ARD-Fernsehfilm Herren einen großen Erfolg. Die Tragikomödie ist die erste deutsche Fernsehproduktion, in der alle Hauptdarsteller schwarz sind.
Ricketts war 2022 in Dominik Grafs preisgekröntem Fernsehfilm Gesicht der Erinnerung zu sehen.
Am 26. April 2023 startete bei Disney+ die sieben Folgen und eine Dokumentation umfassende Serie Sam – Ein Sachse, die auf der Lebensgeschichte des afrodeutschen, sächsischen Polizisten Samuel Njankouo Meffire basiert. Ricketts spielte hier den Mentor der Titelfigur. Das erste deutsche Serienprojekt des Streamers wurde von Ricketts initiiert und von seiner Firma Panthertainment gemeinsam mit Jörg Winger von Big Window Productions, einem Label der UFA Fiction, koproduziert. Ricketts war zudem am Buch und der Musik beteiligt.
Zu seinen Rollen sagt er: „Ich habe bei rund 70 Filmprojekten mitgewirkt. Zwei Drittel davon waren problematisch. Die Figuren verkörperten immer das Fremde, das andere. Aber niemals ein valides Mitglied der deutschen Gesellschaft, in der diese Filme spielten.“

### Musik
Während seiner Jugend in den 1980er Jahren bekam Ricketts erste Kontakte zur Hip-Hop-Kultur.
Zusammen mit Daniel Aminati war Tyron Ricketts als Tänzer einer Dance-Crew aktiv, etwa bei Bühnenauftritten mit dem Rapper P. M. Sampson. 1990 waren Ricketts und Aminati zudem Tänzer bei der Inszenierung der Oper Frau Luna am Düsseldorfer Schauspielhaus.
1992 zog Ricketts nach Frankfurt am Main. Neben Heidelberg, Stuttgart und Hamburg galt die Stadt in den 1990er Jahren als deutsche Hochburg der Hip-Hop-Kultur, mit Künstlern wie dem Rödelheim Hartreim Projekt von Rapper und Produzent Moses Pelham.
Als singender Rapper veröffentlichte Tyron Ricketts 1993 mit der Band Four Pac Flavour den gleichnamigen Song "Four Pac Flavour" auf dem Sampler "Raw & Uncut – Hip Hop Vol. I.", den DJ und Label-Betreiber Roey Marquis II. über seine Plattenfirma Ruff-N-Raw herausbrachte.
Während seiner Zeit bei VIVA (1996–2000) war Tyron Ricketts gleichzeitig an diversen Musikprojekten beteiligt. Er war Mitglied der Rap-Band Blackstreet Bataillon, die sich später in K-Funk umbenannte und 1994 das Album For Everybody Who’s Ready To Dig auf den Markt brachte.
Nach K-Funk war er bei der Band Mellowbag aus Berlin, mit der er zwei Alben heraus brachte. Gemeinsam mit Freundeskreis featuring Gentleman hatten sie mit Tabula Rasa einen der ersten deutschen Raphits.

### Moderation
Beim Musiksender VIVA moderierte Tyron Ricketts von 1996 bis 2000 das Hip-Hop- und Rap-Magazin Word Cup, bevor dieses Format durch die Sendung Mixery Raw Deluxe abgelöst wurde. Neben der Moderation wurde Ricketts später auch Produzent der Sendung. Dafür gründete er die TV-Produktionsfirma Panthertainment.
Für den Musikfernsehsender Viva besuchte Tyron Ricketts mit dem Rapper KRS-One als Stadtführer historische Hip-Hop-Orte in New York City, darüber hinaus durfte er Künstler wie Ice-T, Lauryn Hill, De La Soul und Absolute Beginner für Interviews treffen.
Im Jahr 2000 endete Ricketts Zusammenarbeit mit VIVA.
2003 war er Moderator eines Arte-Spezials im Rahmen der popkulturellen Sendung Tracks.

### Produktion
2018 reaktivierte Ricketts seine Firma Panthertainment, um als Produzent mit dem Fokus auf Filme und Serien für den globalen Markt tätig zu sein, in denen People of Color im Mittelpunkt stehen.

### Auszeichnungen
Tyron Ricketts wird als Creator für seine Rolle bei der Entstehung und Umsetzung von Sam – Ein Sachse beim 60. Grimme-Preis am 26. April 2024 ausgezeichnet. Der Preis ehrt zugleich die Serie an sich in der Wettbewerbs-Kategorie Fiktion.

## Soziales und politisches Engagement
Der Künstler beteiligt sich an Projekten, die rassistische Diskriminierung abbauen und die Verständigung zwischen Menschen unterschiedlicher Hautfarbe und/oder Abstammung verbessern wollen, darunter die Initiative Brothers Keepers und das Projekt Afro-deutsch, zu dem Tyron Ricketts einen gleichnamigen Song beigesteuert hat. In diesem kritisiert er, dass er in Filmen – obwohl in Österreich geboren und in Österreich und Deutschland aufgewachsen – oft nur den „Klischee-Schwarzen“ spielt: „[...] Den Eddie-Murphy-Imitierer, den Drogendealer, ich spiel den Basketball- und Footballspieler [...]“.
Darüber hinaus engagiert er sich an der Umsetzung von Integrationsprogrammen der Bundesregierung, wie 2010 zusammen mit den Sängerin Julie und Montana Beats an dem Projekt Respekt 2010 oder Heimat Almanya.
2010 lernte Ricketts den Sänger und Schauspieler Harry Belafonte kennen. Dieser wurde sein Mentor und verhalf ihm zu einem Arbeitsvisum in den USA, wohin Ricketts 2012 übersiedelte. In den USA entwickelte Ricketts mit Belafonte Media-Strategien gegen Rassismus und arbeitete für dessen Wohltätigkeitsorganisation Sankofa.org.

## Filmografie (Auswahl)
- 1995: Bunte Hunde
- 1997: Knockin’ on Heaven’s Door
- 1997: Rosenkavalier
- 1998: Whiteface
- 1998: Die Bubi-Scholz-Story
- 1999: Die Todesfahrt der MS SeaStar (Fernsehfilm)
- 2000: Kanak Attack
- 2002: Das beste Stück
- 2004: Das allerbeste Stück
- 2004: Ein Zwilling ist nicht genug
- 2004: Samba in Mettmann
- 2005: Barfuss
- 2005: Emilia
- 2005: Wilde Engel in der Folge Catwalk
- 2005: Brautpaar auf Probe
- 2006–2009: SOKO Leipzig (62 Episoden)
- 2009: Das Rauschen des Meeres
- 2009: Kinder des Sturms
- 2009: Kopf oder Zahl
- 2010: Kreutzer kommt
- 2010: Alarm für Cobra 11 – Die Autobahnpolizei in der Folge Für das Leben eines Freundes
- 2012: Geisterfahrer
- 2012: Russendisko
- 2012: Um Himmels Willen – Mission unmöglich
- 2013: Xavier Naidoo – Der letzte Blick (Musikvideo)
- 2014: Alarm für Cobra 11 – Die Autobahnpolizei in der Folge Die Wettkampf
- 2015: Winnetous Sohn
- 2015: Kleine große Stimme
- 2016: Katie Fforde: Tanz auf dem Broadway ″Rolle: Ryan Leester″
- 2018: Dogs of Berlin
- 2018: Die Inselärztin – Neustart auf Mauritius
- 2018: Die Inselärztin – Notfall im Paradies
- 2019: Die Inselärztin – Das Geheimnis
- 2019: Die Inselärztin – Die Entscheidung
- 2019: Totengebet
- 2019: Herren
- 2020: Die Inselärztin: Die Mutprobe
- 2020: Die Inselärztin: Das Rätsel
- 2020: Tödliche Geheimnisse – Der Versprechen
- 2021: Kitz (Fernsehserie)
- 2022: Gesicht der Erinnerung (Fernsehfilm)
- 2022: Friesland: Prima Klima (Fernsehreihe)
- 2023: Sam – Ein Sachse (Streaming-Serie)

## Diskografie
Alben
- 1997: Around the Clock in a Day (mit Mellowbag)
- 1999: Bipolar Opposites (mit Mellowbag)
- 2012: Weltenreiter

Singles
- 1995: Droits de l'Homme (mit Mellowbag)
- 1997: Illusion/It's a Long Way to Go (mit Mellowbag)
- 1998: Illusion (mit Mellowbag)
- 1998: Tabula Rasa (Mellowbag + Freundeskreis feat. Mr. Gentleman)
- 1999: Props (mit Mellowbag)
- 2000: Day to Day  (mit Mellowbag)
- 2001: Adriano (Letzte Warnung) (mit Brothers Keepers)
- 2001: Ce qu’on sait (Baby Do You Wanna Get Down With Me) (mit Dankner)
- 2001: Afrodeutsch (Titelsong des Kurzfilms Afro Deutsch gegen Rechte Gewalt)
- 2012: Weltenreiter
- 2012: Alles ist gut